# Manuel Vicente Romero García
Manuel Vicente Romero García (Valencia, Carabobo o Camatagua, Aragua, 24 de julio de 1861 - Aracataca, Magdalena, 22 de agosto de 1917) fue un escritor y político venezolano. 

## Biografía
Nació en Venezuela el 24 de julio de 1861. Trabajó como telegrafista cuando se alzó contra el régimen de Antonio Guzmán Blanco, por lo que pagó cárceles y sucesivos exilios.  Expresó sus críticas a este gobernante en la protesta satírica de los intelectuales de la época conocida como La Delpinada. Escritor de vocación, Romero García publicó sus artículos de carácter literario o político en periódicos y revistas de la época, tales como Eco Andino, El Cojo Ilustrado y Cosmópolis. En estas dos últimas publicaciones, sus artículos recibían el nombre de «bocetos» o «acuarelas».
Su novela Peonía (1890) es considerada como uno de los primeros símbolos del criollismo en la literatura venezolana. A pesar de que otros escritores venezolanos publicaron novelas y relatos desde mediados del siglo XIX, Peonía es considerada como «la primera novela venezolana», es decir, la primera obra que logró reflejar la naturaleza y sociedad nacional en personajes y contextos propios.
Arturo Uslar Pietri señala que en esta obra aparecen por primera vez reunidos los rasgos que van a caracterizar a la novela venezolana por casi cuarenta años, hasta llegar a la aclamada Doña Bárbara (1929) del escritor y político Rómulo Gallegos.
Pese al éxito de su obra, la política lo absorbe. Actúa como jefe de Estado Mayor en la revolución encabezada por Cipriano Castro (1899). Después de un fervoroso apoyo, rompe con Castro en 1902; se exilia en Estados Unidos, Perú y Trinidad, llevando una vida de privaciones y desempeñándose en modestos oficios. Romero García regresa en 1909 cuando Juan Vicente Gómez detenta el poder. En 1915, se trasladó a Colombia, donde se dedicó a la elaboración de licores y la apicultura en la ciudad de Aracataca. Su muerte, ocurrida el 22 de agosto de 1917, fue repentina y tuvo lugar mientras estaba involucrado en una conspiración junto a otros exiliados venezolanos. 
Vicente Romero García dejó varias obras inconclusas: Marcelo, Escenas de la vida revolucionaria, Mi parroquia y Los pigmeos. 
En 1966 se publicaron sus Obras completas y en 1977 sus Notas personales.